# 釋法一
釋法一（1084年—1158年），號雪巢，北宋襄陽郡王駙馬李遵勗的玄孫，世居開封祥符縣（今中國河南省開封縣），為宋朝天台山萬年寺沙門。

## 生平
法一法師的母親夢見有一位老僧走進他家便產下法師，法師生來聲洪氣偉，具大人之相。十七歲時考上縣邑庠  ，家裡希望也同祖輩一樣在淮南當官，但他百般不願，請求到長蘆依止慈覺頤禪師出家，祖父不允許。法師的母親求情說：「此兒必宿世沙門也，願弗奪其志。」不久慈覺禪師往生，法一禮靈巖寺通照願禪師剃髮出家。
法師依止十年未能入道，遂前往蔣山參禮圓悟禪師，甚得圓悟器重，並隨侍圓悟前往天寧寺，但仍然未能契機。後到疎山參謁草堂善清禪師，一言之下徹悟本源。紹興七年（1137年）時，劉彥修請居延福寺，後四遷巨剎後住持長蘆寺，晚年退居萬年寺觀音院。
紹興二十八年初（1158年），忽示微疾，書偈一首：「今年七十五，歸作菴中主，珍重觀世音，泥蛇吞石虎。」三月初四日，結跏趺坐於龕中，向四眾告別後，生死自由，坐化圓寂，肉身與龕建塔供奉於天台山。

## 法嗣

### 師長
- 草堂善清

### 弟子
- 報恩法常